# إبراهيم عبد التواب
إبراهيم عبد التواب (10 مايو 1937 - 14 يناير 1974) عقيد مصري حاصل على نجمة سيناء.

## حياته
وُلد في محافظة أسيوط، والتحق بمدرسة ثانوية في المنيا، ثم التحق بالكلية الحربية، وتخرج منها عام 1956،

## مشواره العسكري
تدرج في مناصب القيادة المختلفة حتى تولى رئاسة أركان إحدى مجموعات الصاعقة، ثم أصبح قائدًا لإحدى كتائب لواء تابع للقوات الخاصة في حرب أكتوبر. قتلته دانة مدفع في 14 يناير 1974، أثناء إحدى الغارات الإسرائيلية علي موقع كبريت المحاصر، وقد تم تكريمه بحصوله علي وسام نجمة سيناء أعلي وسام عسكري مصري.